# Wilmot (Ohio)
Wilmot es una villa ubicada en el condado de Stark en el estado estadounidense de Ohio. En el Censo de 2010 tenía una población de 304 habitantes y una densidad poblacional de 844,42 personas por km².

## Geografía
Wilmot se encuentra ubicada en las coordenadas 40°39′21″N 81°38′4″O / 40.65583, -81.63444. Según la Oficina del Censo de los Estados Unidos, Wilmot tiene una superficie total de 0.36 km², de la cual 0.36 km² corresponden a tierra firme y (0%) 0 km² es agua.

## Demografía
Según el censo de 2010, había 304 personas residiendo en Wilmot. La densidad de población era de 844,42 hab./km². De los 304 habitantes, Wilmot estaba compuesto por el 98.03% blancos, el 0.33% eran afroamericanos, el 0% eran amerindios, el 0.33% eran asiáticos, el 0% eran isleños del Pacífico, el 0% eran de otras razas y el 1.32% pertenecían a dos o más razas. Del total de la población el 0.33% eran hispanos o latinos de cualquier raza.